# پاسراه
در پادگان‌ها یا پاسگاه‌های نظامی به گذرگاه نسبتاً باریک و درازی که بر بالای دیوار و در میان دو برج نگهبانی قرار دارند پاسراه گفته می‌شود.
سربازانی که پاس یعنی کشیک نگهبانی دارند می‌بایست سلاح‌به‌دوش بر روی پاسراه میان دو نقطه رفت و برگشت کنند تا امنیت فاصله میان آن دو نقطه (معمولاً دو برج دیدبانی) حفظ گردد و همچنین امنیت دیوار مربوطه و حوزه دید اطراف دیوار بر عهده کشیک پاسراه است.
پاسراه بیشتر در پادگان‌های قدیم دیده می‌شد.